# 코르넬리아 빌헬미나 데 클레르크
코르넬리아 빌헬미나 데 클레르크(영어: Cornelia Wilhelmina de Klerk 아프리칸스어: Cornelia Wilhelmina de Klerk, 1903년 12월 22일 ~ 1986년 3월 24일)는 남아프리카 공화국의 초대 대통령(1961~1967)인 찰스 로버츠 스와트의 부인이다. 1924년 12월 2일에 결혼하였으며, 슬하에 1남 2녀 (딸 한 명은 입양아)를 두었다. 1986년 3월 24일, 블룸폰테인 대학병원에서 폐렴으로 사망했다.